# Negimaki

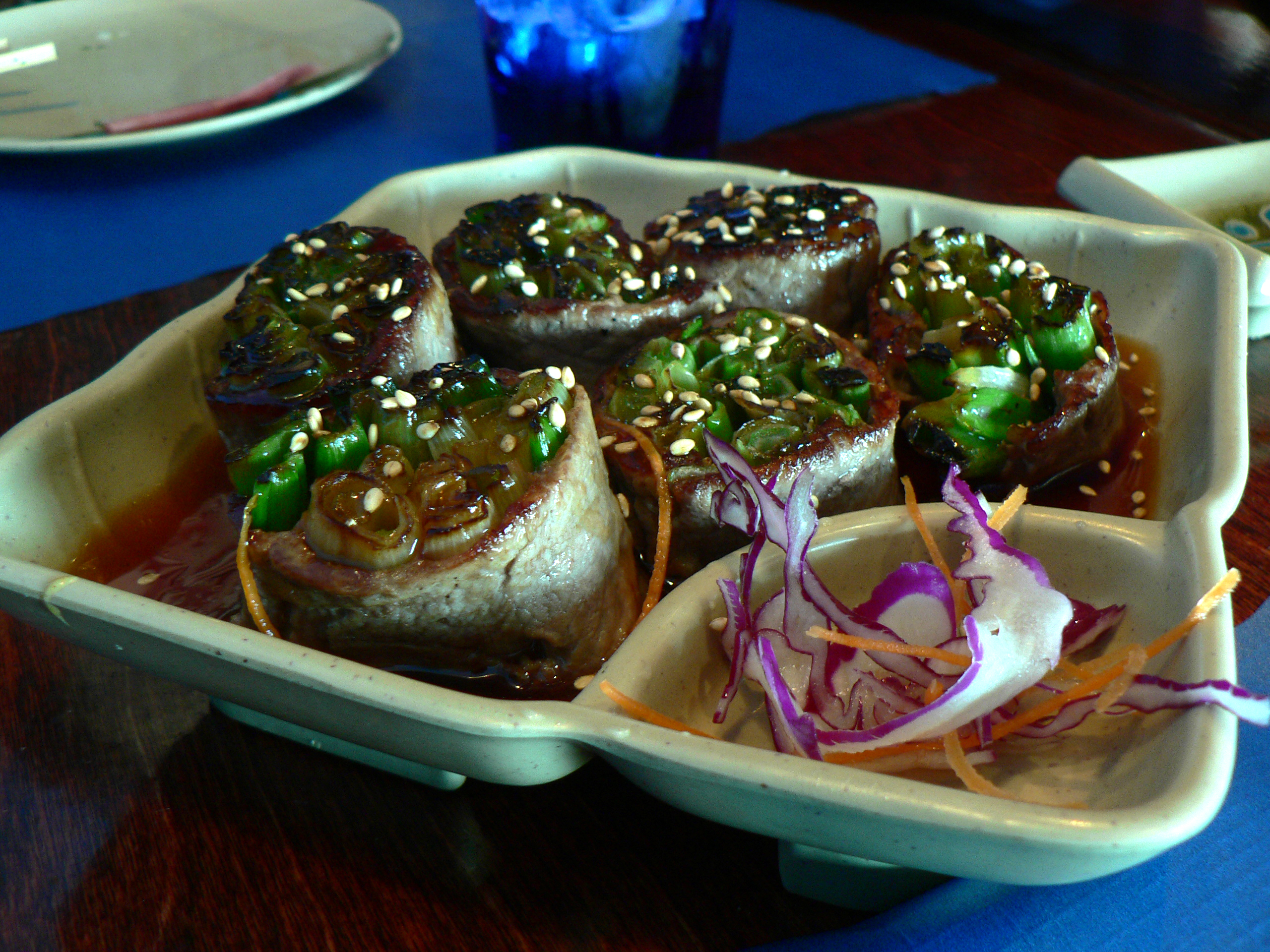
Negimaki.

El negimaki (ねぎ巻き?), también llamado negima, es un plato japonés consistentes en tiras de ternera a la parrilla marinadas en salsa teriyaki y cubiertas con cebollino (negi). Se cree que la receta surgió en la región de Kantō (Japón).
- Datos: Q3301336
- Multimedia: Negimaki / Q3301336